# Disphragis tricolor
Disphragis tricolor är en fjärilsart som beskrevs av Druce 1911. Disphragis tricolor ingår i släktet Disphragis och familjen tandspinnare. Inga underarter finns listade i Catalogue of Life.